# Sequenza da perfusione arteriosa invertita
La sequenza da perfusione arteriosa invertita (in lingua inglese: TRAP sequence o Twin reversed Arterial Perfusion Sequence) è una rara complicanza delle gravidanze gemellari monocoriali. È una variante grave della sindrome da trasfusione feto-fetale (TTTS). I sistemi sanguigni dei gemelli sono collegati invece che indipendenti. Un gemello, chiamato gemello acardico o feto TRAP, appare gravemente malformato. Il cuore è mancante o deformato, da qui il nome acardiaco, come lo sono le strutture superiori del corpo. Le gambe possono essere parzialmente presenti o mancanti e le strutture interne del tronco sono spesso mal formate. L'altro gemello è di solito normale nell'aspetto. Il gemello normale, chiamato il "feto pompa", spinge il sangue in entrambi i feti. La diagnosi prenatale si basa sul riconoscimento di un feto di aspetto normale, e sulla presenza di un feto di aspetto profondamente alterato che potrà apparire come una massa amorfa.  Si chiama perfusione arteriosa inversa perché nel gemello acardico il sangue scorre in direzione inversa.

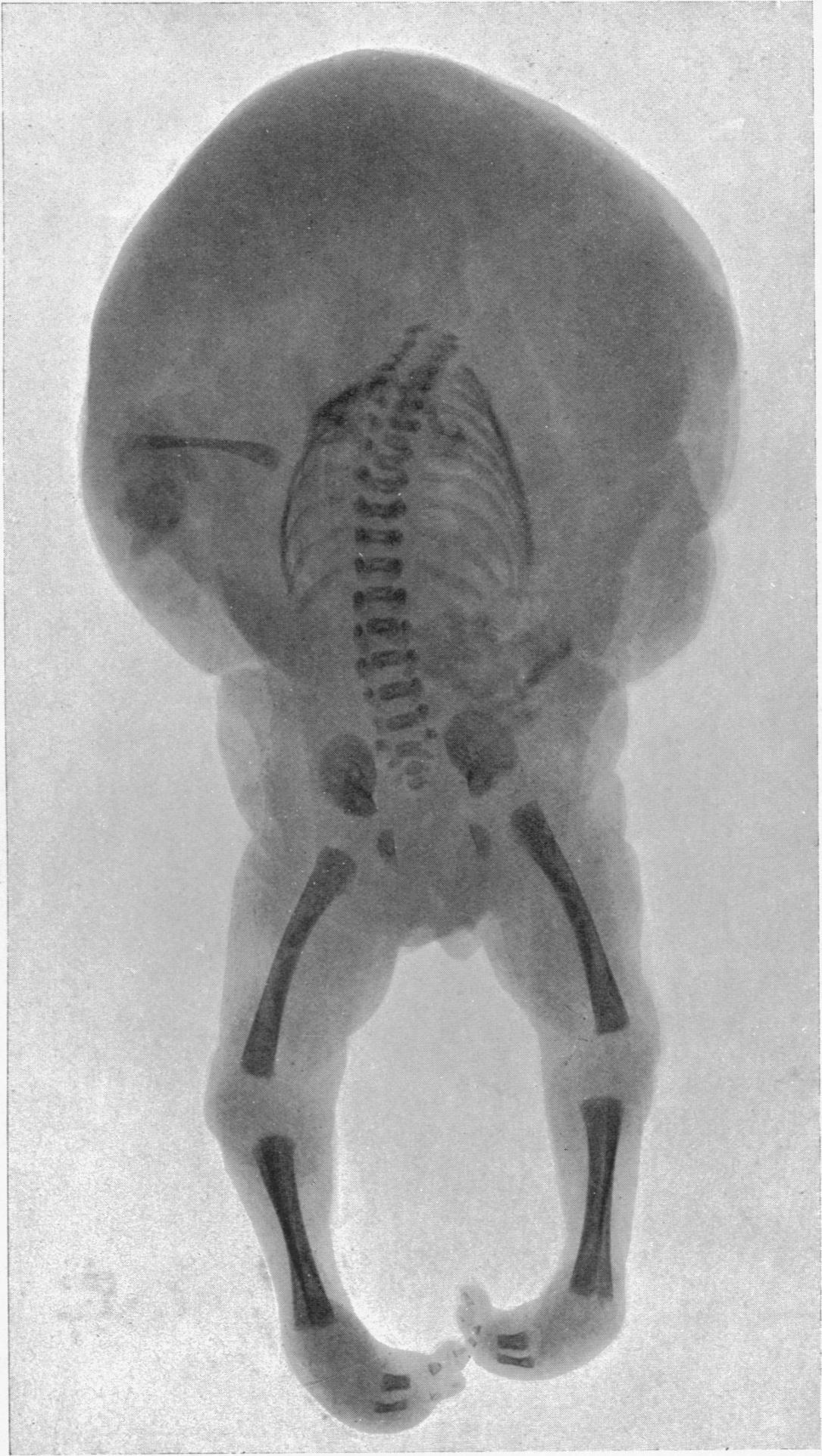
Feto acardico

L'incidenza è di circa l'1% delle gravidanze monocoriali ed 1 su 35000 gravidanze totali.